# Babcockiella
Babcockiella is een geslacht van vliesvleugeligen uit de familie Eucharitidae. De wetenschappelijke naam van dit geslacht is voor het eerst geldig gepubliceerd in 2002 door Heraty.

## Soorten
Het geslacht Babcockiella omvat de volgende soorten:
- Babcockiella carinata Heraty, 2002
- Babcockiella emaciata Heraty, 2002
- Babcockiella setifera Heraty, 2002
- Babcockiella smicra Heraty, 2002